# GKB T 100
Der Verbrennungstriebwagen T 100 der Geilenkirchener Kreisbahn (GKB) war ursprünglich ein dieselmechanischer Triebwagen mit der Achsfolge (1A)'(A1)' mit dem Baujahr 1936 der Waggonfabrik Wismar vom Typ Frankfurt, eine lange Ausführung entsprechend der Variante A, mit der Fabriknummer 20264.

## Technische Daten
Ein in etwa in der Wagenmitte unterflur in einem eigenen Rahmen angeordneter Motor vom Typ A6M 417 von Humboldt-Deutz mit 125 PS (92 kW), der aber in den Wagenkasten bis unter die Sitzfläche der Sitzbänke ragte, trieb über ein mechanisches Schaltgetriebe von Mylius und Gelenkwellen die jeweils innere Achse beider Drehgestelle an. Der Triebwagen hatte eine Länge über Puffer von 13.180 mm, eine Breite von 2.550 mm und eine Höhe von 3.205 mm sowie 40 Sitzplätze. Beide Drehgestelle hatten einen Achsstand von 1.600 mm.
1942 erhielt er wegen Achsbruchs eine neue Achse. 1944 wurde er wegen Treibstoffmangel stillgelegt. 1945 war er durch Kriegseinwirkung so zerstört, dass er fast komplett neu aufgebaut werden musste, was 1949 geschah. Dabei erhielt er auch Holzsitze statt der bisherigen Polstersitze.

## Einsätze
Da die Geilenkirchener Kreisbahn den Personenverkehr auf den Bahnstrecken Geilenkirchen–Alsdorf zum 17. Mai 1953 und zwischen Geilenkirchen und Gangelt zum 1. Oktober 1960 vollständig einstellte, wurde er in den Jahren 1959 und 1960 zum Schlepptriebwagen umgebaut. Dabei wurden zwei Motoren des Typs Daimler-Benz OM 315 mit jeweils 145 PS (107 kW) Leistung eingebaut, die elektropneumatisch gesteuert werden. Zwei Voith DIWA-Automatikgetriebe, je eines pro Motor, ersetzten das Mylius-Getriebe. Außerdem erhielten alle vier Achsen einen Antrieb, die Achsfolge änderte dabei auf B’B’. Die Inneneinrichtung wurde fast komplett entfernt, der Rahmen durch Stahlträger verstärkt. Zur Beförderung von Normalspurwagen auf Rollböcken wurden auf 1390 mm hochgesetzte Zug- und Stoßvorrichtungen eingebaut. So war er bis 1973 im Einsatz.
1974 wurde er von der Interessengemeinschaft Historischer Schienenverkehr (IHS) für die unter der Bezeichnung Selfkantbahn betriebene Museumsbahn übernommen, blieb aber im Eigentum der WestVerkehr und ist seit Jahren nicht betriebsfähig abgestellt.